# Винтер, Биргитта
Биргитта Винтер (дат. Birgitte Christine Winther, 1751 — 18 апреля 1809) — датская театральная актриса и оперная певица (альт).

## Биография
Биргитта Винтер родилась в Копенгагене в 1751 г. Её родителями были школьный учитель Педер Винтер и Болетта Мари Палле.
Биргитта стала одной из первых учениц, включённых в первый класс образованной в 1773 г. оперной школы. Одним из её преподавателей был Михель Анжело Потенца — итальянский оперный певец и педагог, прибывший в Данию в 1768 г. Она стала одной из лучших учениц и даже писала итальянские арии для своего исполнения.
Дебют Биргитты состоялся в 1774 г. Она играла в спектаклях и пела в операх, как было принято в те времена в Королевском театре Дании. Если её игра в спектаклях критиковалась за недостаточную гибкость, то она прославилась как оперная певица и была названа одной из трёх величайших певиц Дании XVIII в. наряду с Катариной Фрюдендаль и Каролиной Мюллер. Особенно ей удавались долгие арии. Её певческий стиль с долгими тонами, трелями и множеством оттенков был назван виртуозным. Биргитту относили к элитным членам Королевского датского театра на протяжении всей её карьеры.
Биргитта выступала не только в Королевском театре в Копенгагене, но также давала концерты и гастролировала по другим городам Дании. После её частых успешных концертов, организованных Det musikalske Selskab («Музыкальное сообщество») и Det harmoniske Selskab («Гармоническое сообщество») руководство Королевского театра даже жаловалось, что театр несёт финансовые потери, поскольку зрителям уже нет нужды в него приходить, чтобы услышать Биргитту.
Биргитта Винтер ушла из театра в 1805 г. и умерла в Копенгагене в 1809 г. Замужем она не была.